# Войцех Бобовський
Войцех Бобовський (пол. Wojciech Bobowski; тур. Ali Ufki; 1610 — бл. 1675) — капельмейстер, драгоман Топкапи Османської імперії, поет й живописець бароко. Перший відомий перекладач Біблії османської мовою. Створив Османський псалтир та склав граматику османської мови. Його музичні твори XVII ст. є першим в історії письмовим занотуванням Османської музики.

## Біографія
Народився близько 1610 року у Львові. Ще хлопчаком потрапив до татарського полону, згодом був проданий до Османської імперії. Близько 20-ти років перебував у рабстві, як слуга одного з османських вельмож жив у Єгипті. З часом прийняв іслам та, ймовірно в нагороду за добру службу, отримав волю. У Стамбулі Бобовський навчався у спеціальній палацовій школі для іч-огланів (пажів Топкапи).
У Османській імперії Бобовський отримав ім'я Алі Уфкі (тур. Ali Ufkî). Володів 17 мовами (окрім османської) — німецькою, французькою, італійською, арабською, перською тощо. У 1671 р. під час правління султана Мехмеда IV отримав важливу посаду першого драгомана Порти. Один з перших європейців, які здійснили паломництво до Мекки та Медини. Помер близько 1675-го року.

## Рукописи
Переклад Біблії османською мовою, здійснений Бобовським 1664 року, довгий час був єдиним текстом християнського Святого Письма в Османській імперії, досі використовується турецькими християнами і вважається одним з найбільших його досягнень.
Переклав відразу кількома східними мовами реформатські доктринальні документи. У 1665-м Бобовський створив тюркомовну версію «Женевського Псалтиря». Церковні гімни, які становлять основу кальвіністського богослужіння, він переклав османською мовою, а самі їхні наспіви виклав відповідно до османської системи ладів.
Велика частина рукописної спадщини Бобовського зберігається в паризькій Національній бібліотеці. У 1670-х рр. у Стамбулі жив французький вчений-орієнтолог Антуан Галлан. Алі Уфкі був його вчителем із османської мови. Саме Галлан, ймовірно, і привіз частину архіву Бобовського до Парижа.

## Музичні твори
Уфкі добре відомий дослідникам османської теорії музики. Певний час він перебував на посаді капельмейстера Топкапи, проте потім його було усунуто від справ за надмірну пристрасть до міцних напоїв. Подібно багатьом іншим європейцям при дворі султана, він багато займався музикою і залишив по собі спеціальний трактат з 14-ти османською псалмів (тур. Mezmurlar) на цю тему.
Серед досягнень Бобовського також дві рукописні збірки Османської музики, відомі як «Mecmua-i Sâz ü Söz». Вони містили молитовні та світські твори, інструментальну і вокальну музику, а також традиційні османські пісні, зокрема кілька відомих пешрев. Лише дві рукописні копії дійшли до нашого часу: вони перебувають в Британській бібліотеці та НБФ. Ці твори зберегли протягом віків кілька сотень прикладів класичної музики Османської пісні та інструментальної п'єси, і є їх першими нотними записами.